# Francisc I al Austriei
Francisc I al Austriei (în germană Franz Joseph Karl von Habsburg-Lothringen) din dinastia de Habsburg-Lothringen (n. 12 februarie 1768, Florența, Marele Ducat de Toscana – d. 2 martie 1835, Viena, Imperiul Austriac) a fost primul împărat al Imperiului Austriac (1804-1835) și, înainte de aceasta, ultimul împărat romano-german al Sfântului Imperiu Roman de Națiune Germană (1792-1806), sub numele de Francisc al II-lea (Franz II). Alături de demnitatea de împărat, a fost totodată rege al Boemiei, rege al Ungariei, mare principe al Transilvaniei etc.
A fost fiul împăratului Leopold al II-lea (1747-1792) și al soției acestuia, Maria Luiza de Spania.
Francisc I și-a continuat rolul de opozant marcant al Franței în timpul războaielor napoleoniene și a mai suferit câteva înfrângeri după Austerlitz. Căsătoria fiicei sale Maria Luiza de Austria cu Napoleon din rațiuni de stat pe 10 martie 1810 este cu certitudine cea mai severă înfrângere. După abdicarea lui Napoleon ca urmare a războiului celei de-a șasea coaliții, Austria a participat drept statul proeminent al „Sfintei Alianțe” la Congresul de la Viena, care a fost marcat vizibil de prințul Klemens Wenzel von Metternich, cancelarul lui Francisc. Epilogul acesteia este trasarea unei noi hărți a Europei și restaurarea domeniilor străvechi ale lui Francisc (cu excepția Sfântului Imperiu de națiune germană, care fusese dizolvat).

## Titlu
După 1806 a folosit titulatura: 
„Eu, Francisc I, prin grație divină Împărat al Austriei, Rege al Ierusalimului, Ungariei, Boemiei, Dalmației, Croației, Slavoniei, Galiției și Lodomeriei, Arhiduce de Austria, Duce de Lorena, Salzburg, Würzburg, Franconia, Styria, Carinthia si Carniola, Mare Duce de Cracovia, Mare Principe al Transilvaniei; Marcgraf al Moraviei, Duce de Sandomir, Masovia, Lublin, Silezia Superioara și Inferioară, Auschwitz și Zator, Teschen și Friule, Prinț de Berchtesgaden și Mergentheim, Prinț de Habsburg, Gorizia și Gradisca și al Tirolului, Margraf al Lusației Inferioare și Superioare și al Istriei”

## Primii ani

Portret al lui Francisc de Johan Zoffany, 1775

Francisc a fost fiul împăratului Leopold al II-lea (1747–1792) și a soției acestuia, Maria Luisa a Spaniei (1745–1792), fiica regelui Carol al III-lea al Spaniei.
Francisc s-a născut la Florența, capitala Toscanei, unde tatăl lui domnea ca Mare Duce din 1765. Deși el a avut o copilărie fericită înconjurat de mulți frați,, familia lui știa că Francisc urma să fie viitorul împărat (unchiul său Iosif nu avea nici un moștenitor în viață din cele două căsătorii), așa încât în 1784 tânărul arhiduce a fost a trimis la Curtea imperială de la Viena, să fie educat și să se pregătească pentru viitorul său rol.
Împăratul Iosif al II-lea însuși a preluat educația și dezvoltarea lui Francisc. Regimul lui disciplinar a fost un contrast puternic cu indulgenta curte florentină a lui Leopold. Împăratul a scris că Francisc era "pipernicit în creștere", "încet în dexteritatea corporală și comportament", și "nici mai mult, nici mai puțin decât copilul răsfățat al unei mame".
După moartea lui Iosif al II-lea în 1790, tatăl lui Francisc a devenit Împărat. Francisc, la vârsta de 22 de ani a avut un gust timpuriu de putere, acționând în calitate de adjunct al lui Leopold la Viena, în timp ce împăratul a traversat Imperiul încercând să-i recâștige pe cei înstrăinați de politicile fratelui său. Solicitarea și-a spus cuvântul și, în iarna anului 1791, împăratul s-a îmbolnăvit. Sănătatea lui s-a înrăutățit treptat la începutul anului 1792; în după-amiaza zilei de 1 martie 1792, Leopold a murit la vârsta de 44 de ani. Francisc, abia trecut de 24 de ani, era acum împărat, mult mai devreme decât se aștepta.

## Domnia
Domnia sa a fost marcată de rivalitatea cu Franța revoluționară și napoleoniană. Abia urcat pe tron, a primit vestea sumbră a decapitării mătușii sale, regina Maria-Antoaneta, în timpul terorii Revoluției Franceze.
În anii următori, Austria s-a confruntat militar cu Franța, fiind învinsă de geniul militar al lui Napoleon I Bonaparte.
Prin Tratatul de la Campo-Formio (27 octombrie 1797), cedează Franței teritoriile de la stânga  Rinului, în schimbul Veneției și Dalmației.
Semnează Tratatul de la Lunneville (9 februarie 1801), care dizolvă Sfântul Imperiu Roman de Națiune Germană.
Apoi, în timpul celei de-a Doua Coaliții Antinapoleoniene, înfruntă din nou Franța suferind o severă înfrângere în bătălia de la Austerlitz (2 decembrie 1805).
La 11 august 1804 se declară împărat ereditar al Austriei, iar la 6 august 1806, în urma creării Confederației renane și dispariției Sfântului Imperiu Roman, renunță la titlul de împărat romano-german luând numele de Francisc I (Franz I).
În 1809 atacă din nou Franța, profitând de cursul nefavorabil al intervenției militare napoleoniene din Spania.
În 1814, își atacă pentru a patra și ultima dată marele inamic, aliat fiind cu Anglia, Prusia și Rusia. În urma victoriei, este recunoscut rolul crucial al Austriei în obținerea acesteia, Francisc prezidând Congresul de la Viena, care a pus bazele Sfintei Alianțe.

## Familia
A fost căsătorit de patru ori:
1. La 6 ianuarie 1788 s-a căsătorit cu Elisabeta de Württemberg (21 aprilie 1767 – 18 februarie 1790), care a murit la nașterea fiicei sale, Ludovika (1790-1791).
2. La 15 septembrie 1790, s-a căsătorit cu verișoara lui primară atât pe parte maternă cât și paternă, Maria Theresia de Napoli și Sicilia (6 iunie 1772 – 13 aprilie 1807), fiica regelui Ferdinand I al Regatului celor Doua Sicilii, cu care a avut 12 copii din care doar 7 au ajuns la maturitate:
- Maria Louisa
- Ferdinand I, urmașul său pe tronul Austriei.
- Maria Leopoldina, căsătorită cu Pedro I al Braziliei.
- Maria Clementina (1798-1881), căsătorită cu unchiul său, prințul Leopold al Regatului celor Două Sicilii (fiul regelui Ferdinand I al celor Două Sicilii).
- Maria Carolina (1801-1832), căsătorită cu Prințul Moștenitor Friedrich August al Saxoniei.
- Franz Karl, al cărui fiu a fost viitorul împărat Francisc Iosif I al Austriei.
- Maria Anna (1804-1858).

3. La 6 ianuarie 1808, s-a căsătorit cu o altă verișoara lui primară, Maria-Ludovika de Austria-Este (14 decembrie 1787 – 7 aprilie 1816), cu care nu a avut urmași. Ea era fiica Arhiducelui Ferdinand de Austria-Este și a Maria Beatrice d'Este, Prințesă de Modena.
4. La 29 octombrie 1816, s-a căsătorit cu Karolina Augusta de Bavaria (8 februarie 1792 – 9 februarie 1873), cu care nu a avut urmași. Ea era fiica regelui Maximilian I Iosif de Bavaria și mai fusese căsătorită cu regele Wilhelm I de Württemberg.
În 1810 își căsătorește fiica Maria-Louise cu vechiul său inamic, împăratul Napoleon I.
Din 1815 lasă "de facto" conducerea imperiului lui Metternich, ultimii 20 de ani de viață stând departe de problemele politice și economice.

## Decesul
Este înmormântat în mormântul 57 din Cripta Imperială de la Viena, înconjurat de cele patru soții.

## Monumente
Un bust al împăratului Francisc decorează zidul cetății Sibiului. Bustul original, vandalizat în anii 1990, a fost regăsit în anul 2008 în beciurile Prefecturii Sibiu.